# Бальча
Бальча Сафо (амх. ባልቻ ሳፎ; 1862, Соддо Гураге, Эфиопская империя — 6 ноября 1936, Агемжа, Эфиопская империя) — эфиопский военный, политический и государственный деятель, лидер староэфиопского движения, дэджазмач (дословно — «защищающий вход в императорский шатёр»), участник обеих итало-эфиопских войн, народный герой Эфиопии.

## Биография
Представитель народности Оромо. Простого происхождения, стал известным воином при негусе-негести (императоре Менелике II. Участник Первой итало-эфиопской войны 1895—1896 годов. Командовал эфиопской артиллерией, участвовал в сражении при Адуа.
В 1896—1908 годах — губернатор провинции Сидамо, в 1908—1910 годах — провинции Харэр, затем вновь Сидамо.
Позже стал видным членом консервативной провинциальной элиты, которая в 1920-х годах часто сопротивлялась проведению реформ и усилению власти регента Тафари Маконнена, ставшего в 1930 г. императором Хайле Селассие I.
Как участник оппозиции в 1928 был смещён со своего поста, арестован и после 2 лет заключения отправлен в монастырь.
Участник Второй итало-эфиопской войны. В 1936 году возглавил партизанский отряд и предпринял ряд успешных операций против итальянских оккупационных войск. В конце 1936 года отряд Бальча был окружён вблизи Джиммы. Погиб в бою.
В честь него назван госпиталь Российского Красного Креста в Аддис Абебе.